# Norðskáli
Norðskáli (pronunciat [ˈnoːɹˌskɔaːlɪ]) és una localitat situada a l'illa d'Eysturoy, a les illes Fèroe. Té una població de 323 habitants (2021) i forma part del municipi de Sunda. El seu nom en feroès significa "habitatge nord".

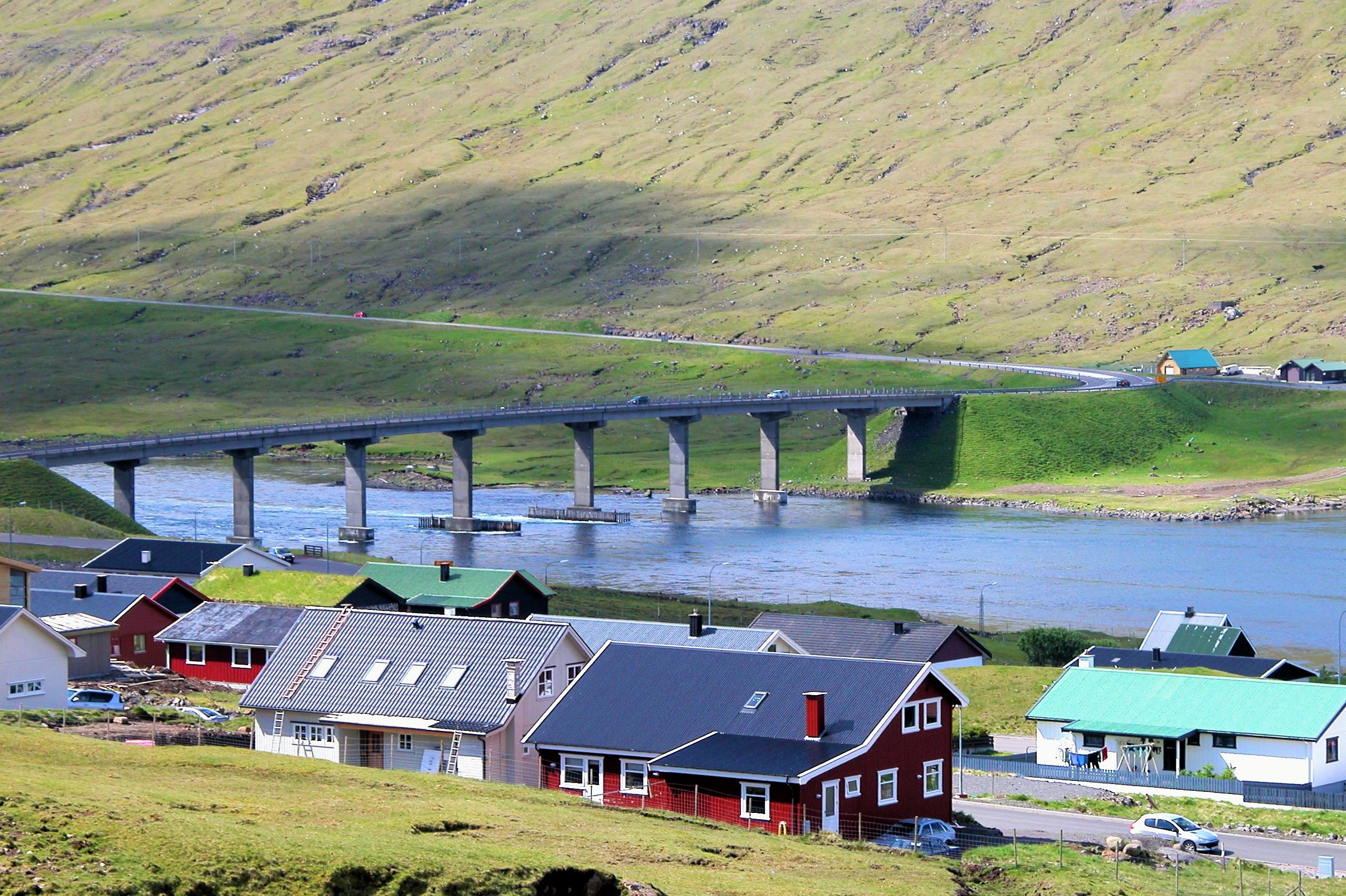
Cases de Norðskáli amb el pont que creua el Sundini.

El pont Streymin, de 226 metres de llarg, creua l'estret de Sundini des de l'illa de Streymoy. El pont es troba entre Norðskáli i Oyri, en una localitat anomenada Oyrarbakki que, des que es va obrir el pont el 1976, ha vistcut un notable desenvolupament amb la construcció d'una gran escola, botigues i una oficina de correus, la més pròxima a Norðskáli. De 1964 a 1990 Norðskáli també va tenir la seva pròpia oficina de correus.
L'església del poble data de 1932, i les altres cases són majoritàriament recents.